# Gisele Bündchen
Gisele Caroline Bündchen (Horizontina, Río Grande del Sur, 20 de julio de 1980) es una supermodelo brasileña. Es conocida por haber sido la modelo mejor pagada del mundo entre 2002 y 2017.

## Biografía y carrera

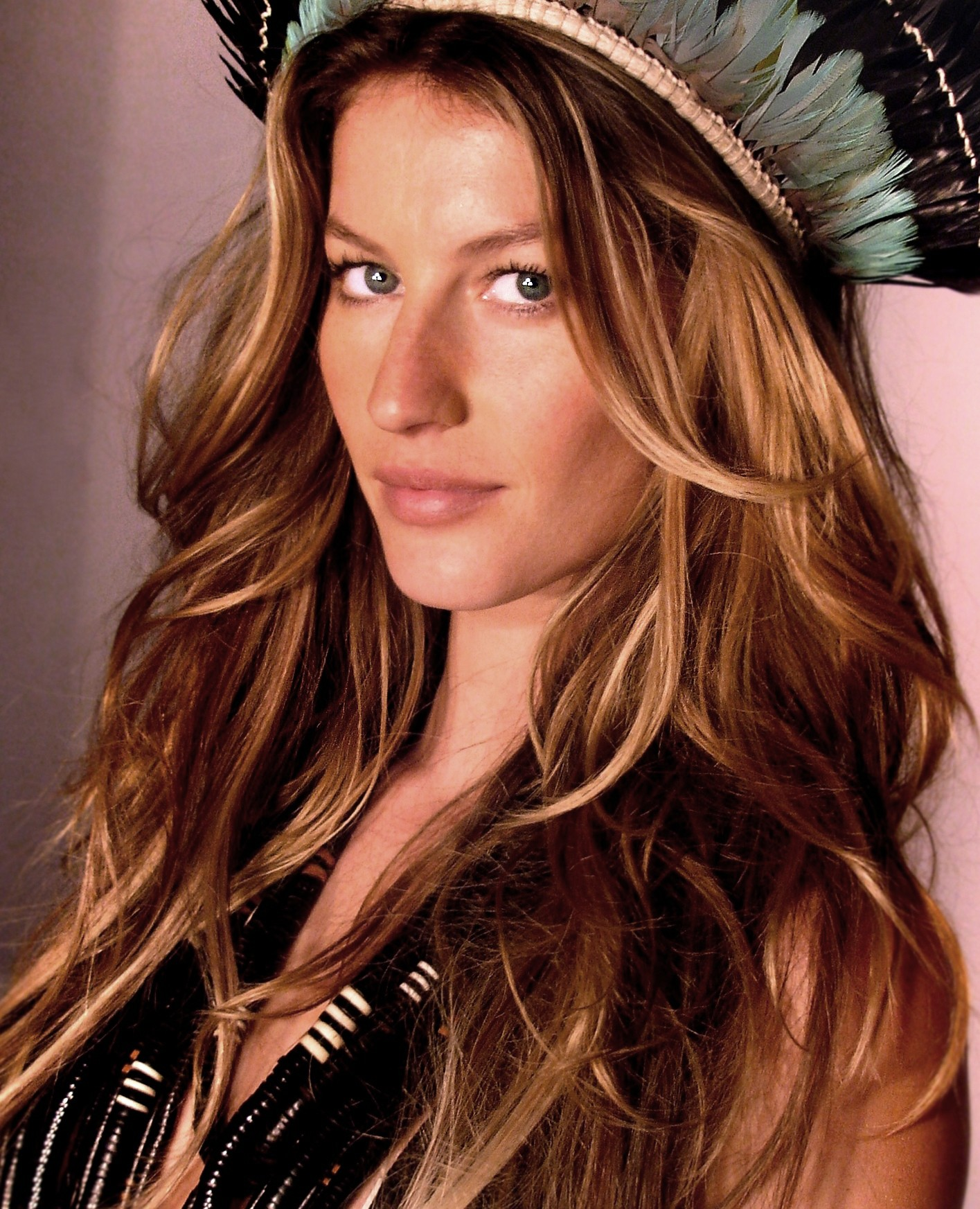
Bündchen en 2006.

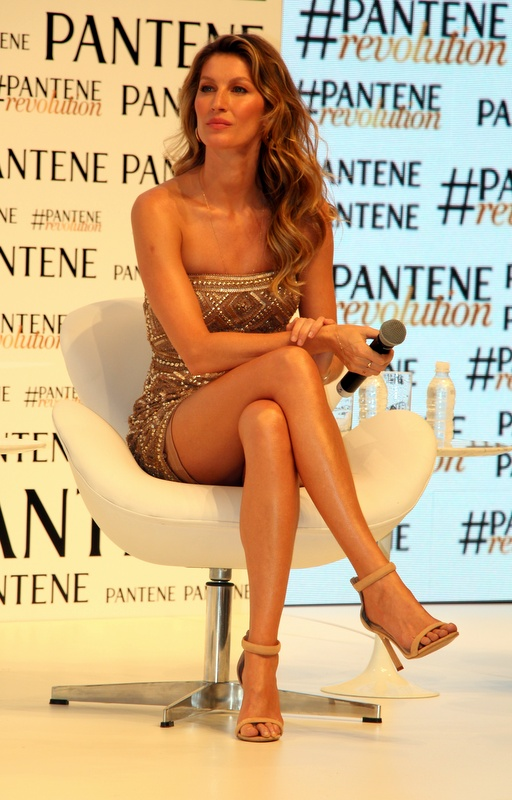
Bündchen en 2015.

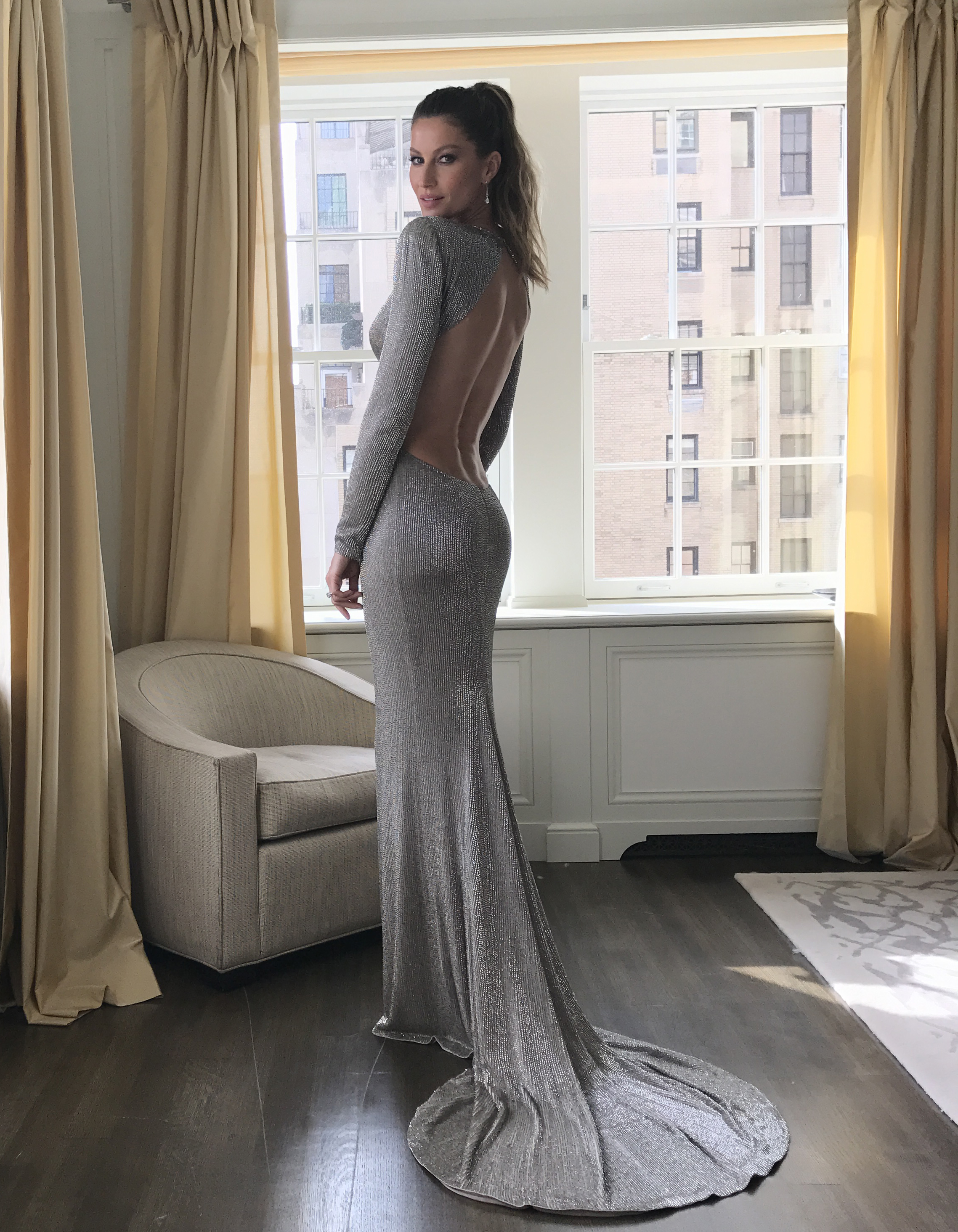
Bündchen preparándose para la Gala del Met 2017.

Nació en el estado de Río Grande del Sur. Es hija de Valdir Bündchen y Vânia Nonnenmacher. Gisele tiene cinco hermanas: Raquel, Graziela, Gabriela, Rafaela y Patricia, quien es su hermana gemela. Tiene ascendencia alemana.
A los trece años de edad, Bündchen fue descubierta por un agente de modelos de Dilson Stein cuando ella estaba comiendo una hamburguesa en un restaurante de Burger King. Cuando la entrevistaron, ella aclaró que no conocía nada del modelaje y le tenía un mal concepto.
En agosto de ese mismo año, una agente la persuadió para que abandonara un partido de voleibol para llevársela a un concurso de desfile. Logró ser una de las cinco finalistas que fueron invitadas por Dilson Stein, junto con otras chicas, a otro importante concurso en São Paulo, organizado por Elite de Brasil y que se celebraría en mayo de 1994, para presentarlas a los agentes. Obtuvo el segundo lugar de ese concurso, perdiendo ante Claudia Menezes. Participó en el concurso mundial de Elite y quedó en el cuarto lugar, y en otra versión en el sexto. A pesar de su belleza, los agentes le criticaban su nariz.
Siendo adolescente se mudó a Nueva York para debutar en la New York Fashion Week, fue un éxito y la aceptaron inmediatamente en el mundo del desfile de pasarela.
Desfiló para las firmas Valentino, Zara, Yves Saint Laurent, Bvlgari, Tommy Hilfiger, Chloé, Celine, Versace, Dior, Michael Kors, Ralph Lauren, Victoria's Secret, y Dolce & Gabbana. También ha realizado apariciones en las revistas: Allure, Marie Claire, Vogue de Estados Unidos, Vogue Italia, Harper's Bazaar, Arena, y Rolling Stone.
A pesar de estar por debajo de su peso normal, la figura de Bündchen se considera voluptuosa. Su busto es perfecto (fichado por Us Weekly) como el mejor busto por encima de Heidi Klum y Adriana Lima. La revista Vogue hizo el comentario de que su cuerpo marca el retorno de la modelo sensual, y el final de las modelos muy flacas parecidas a Kate Moss. En 2000, sus ingresos anuales fueron de 8 millones de dólares y ganaba entre 7 000 y 15 000 dólares por hora para cualquier presentación.
La revista Rolling Stone le otorgó el premio a La Modelo del Año y la ha nombrado La chica más bella del mundo. Bündchen ha sido anfitriona de los premios de moda VH1 y ha aparecido en el programa nocturno Late Night con Conan O'Brien.
Gisele Bündchen tiene el apoyo económico de diversas marcas brasileñas como la compañía de telefonía celular brasileña Vivo y C&A. Además, la modelo ha lanzado su propia marca de sandalias.
En 2004 debuta en el cine con un papel secundario en la comedia Taxi, y en 2006 participa en la película The devil wears Prada. 
El 28 de abril de 2015, Bündchen se retiró del modelaje tras más de 20 años de carrera, desfilando por última vez en la Semana de la Moda de São Paulo 2015.
Desfiló por última vez el 5 de agosto de 2016, en la ceremonia de inauguración de los Juegos Olímpicos de Río de Janeiro 2016, caminando una distancia aproximada de 100 metros.
En marzo de 2018, Bündchen anunció el lanzamiento de un libro con sus memorias, titulado Lessons: My path to a Meaningful Life, en el que hablará sobre experiencias profesionales y personales.
Según la revista Forbes, es una de las supermodelos más ricas del mundo.

## Vida personal

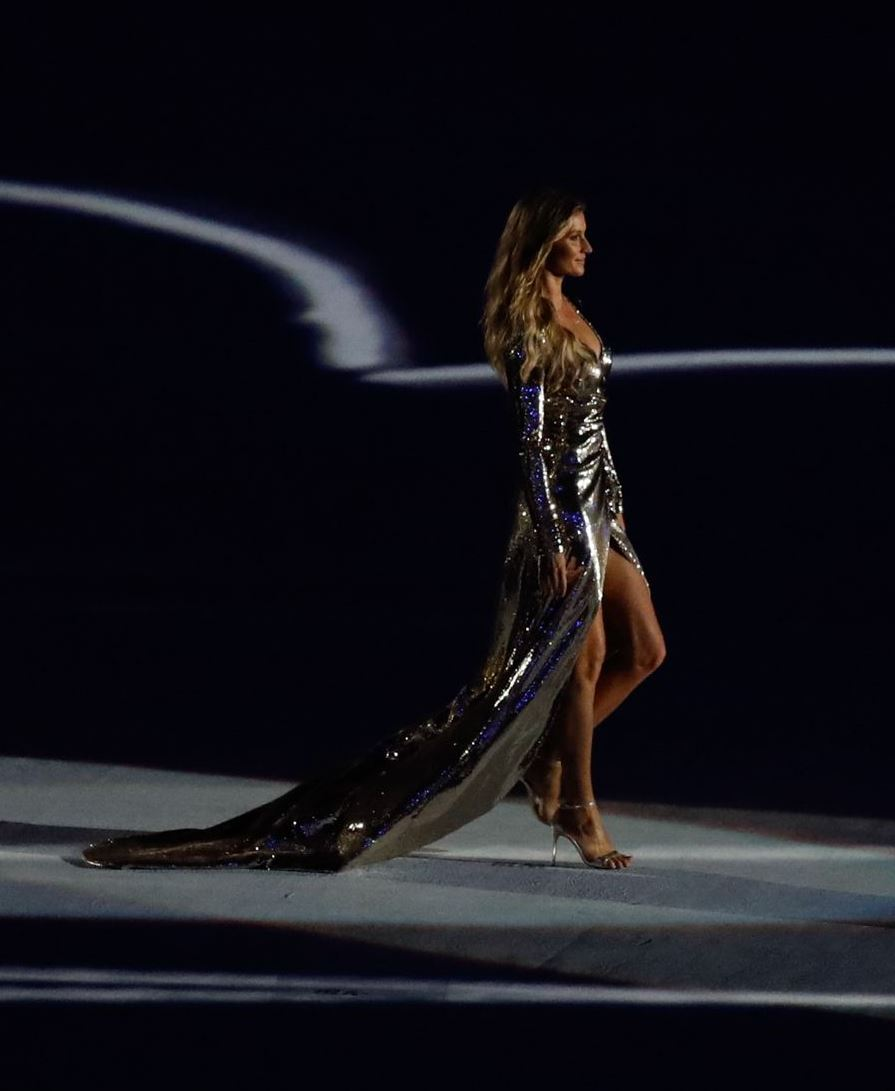
Bündchen en la Ceremonia de apertura de los Juegos Olímpicos de Río de Janeiro 2016.

Mantuvo una relación con Leonardo DiCaprio entre 2000 y 2005 y los medios establecieron que se habían separado porque el actor se negaba a las constantes propuestas de Gisele Bündchen de contraer matrimonio. 
Estuvo casada con el jugador de fútbol americano Tom Brady. El 26 de febrero de 2009, varias agencias de noticias, reportaron que Brady y Bündchen habían intercambiado votos en una ceremonia íntima en Los Ángeles.
En junio de 2009, confirmó que estaba embarazada de su primer hijo junto a su marido Tom Brady. El 9 de diciembre de 2009, dio a luz a su primer hijo, llamado Benjamin. Su segunda hija, Vivian Lake, nació el 5 de diciembre de 2012.
A finales de agosto de 2022, se empezó a hablar de una fuerte crisis matrimonial, debido a que a Bündchen no le agradaba la idea de que Brady volviera a jugar. El 28 de octubre de 2022, anunciaron su divorcio por mutuo acuerdo.
Bündchen comenzó una relación con el instructor de Jiu-jitsu brasileño Joaquim Valente, después de divorciarse de Brady. En octubre de 2024, se hizo público que estaba embarazada  y en febrero de 2025, dio a luz a su tercer hijo; el primero con Valente, cuyo sexo es masculino y que su nombre intermedio es River.

## Filmografía
| Año  | Título                | Rol        | Notas |
| ---- | --------------------- | ---------- | --- |
| 2004 | Taxi                  | Vanessa    | Nominada—Teen Choice Award for Choice Movie Breakout Performance - Female Nominada—Teen Choice Award for Choice Movie Bad Guy |
| 2006 | The Devil Wears Prada | Serena     | |
| 2008 | Coração Vagabundo     | Ella misma | Documental |
| 2020 | Kiss the Ground       | Ella misma | Documental |

| Año       | Título                  | Rol          | Notas                                          |
| --------- | ----------------------- | ------------ | ---------------------------------------------- |
| 1996      | MTV al Dente            | Presentadora | Tercera temporada                              |
| 2010–2011 | Gisele & the Green Team | Gisele       | Voz (versión portuguesa); productora ejecutiva |